# كارل جي. فينر
كارل جي. فينر (بالإنجليزية: Carl G. Fenner)‏ هو عالم نبات أمريكي، ولد في 23 يوليو 1899، وتوفي في 26 نوفمبر 1991.